# 박소현 (바둑 기사)
박소현(朴昭炫, 1988년 5월 23일 ~ )은 대한민국의 바둑 기사이다.

## 약력
강동명인바둑도장 출신이다. 2005년 여자연구생 내신 1위로 입단했다. 2006년 제12기 여류국수전과 제1회 대리배 본선에 올랐으며, 2단으로 승단했다. 2007년 2007 마스터스 토너먼트 여자부에서 우승을 차지했고 제26기 바둑왕전, 제13기 여류국수전, 제1회 원양부동산배 본선에 진출했다. 2009년 제15기 가그린배 프로여류국수전 본선에 올랐고, 제8회 정관장배 세계여자바둑최강전 한국대표로 참가했으며, 2011년 3월에 3단으로 승단했다. 2012년 제6기 지지옥션배 여류대표로 참가했고, 2012 olleh배 본선에 진출했으며, 2013년 제15기 여류명인전 본선에 올랐고 제7기 지지옥션배 여류대표로 참여했다. 2014년 제20기 여류국수전 본선에 진출했다.